# Andrei Pervozvanny (couraçado)
O Andrei Pervozvanny (Андрей Первозванный) foi um couraçado pré-dreadnought operado pela Marinha Imperial Russa e a primeira embarcação da Classe Andrei Pervozvanny, seguido pelo Imperator Pavel I. Sua construção começou em março de 1904 no Novo Estaleiro do Almirantado e foi lançado ao mar em outubro de 1906, sendo comissionado em março de 1911. Era armado com quatro canhões de 305 milímetros montados em duas torres de artilharia duplas, tinha um deslocamento de mais de dezoito mil toneladas e alcançava uma velocidade máxima de dezoito nós.
O Andrei Pervozvanny teve um serviço limitado em tempos de paz, atuando no Mar Báltico. Na Primeira Guerra Mundial, ele praticamente permaneceu no porto durante toda a guerra devido à ameaça de submarinos alemães. Sua tripulação se amotinou após o início da Revolução Russa em março de 1917 e os bolcheviques o usaram em uma operação de bombardeio contra o Forte Krasnaya Gorka. O navio acabou torpedeado por monitores britânicos logo em seguida em 1919 na Intervenção Aliada. Ele nunca foi consertado completamente e acabou desmontado em 1923.

## Características

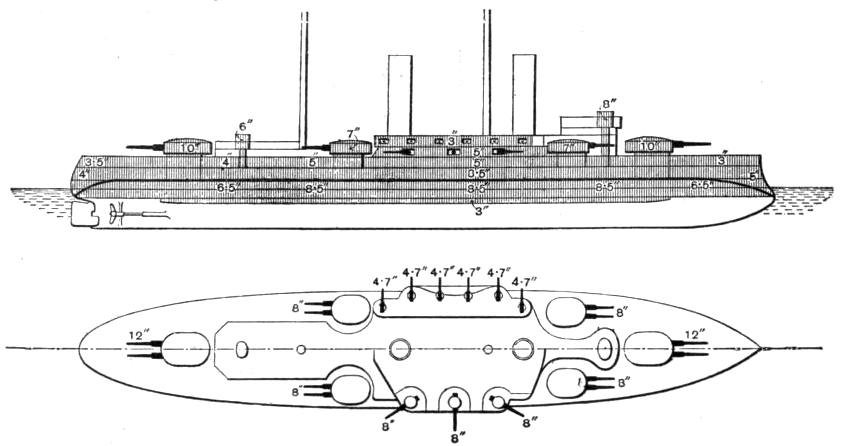
Desenho da Classe Andrei Pervozvanny

O Andrei Pervozvanny tinha 140,2 metros de comprimento de fora a fora, boca de 24,4 metros e calado de 8,2 metros. Seu deslocamento carregado era de 18 880 toneladas. Seu sistema de propulsão consistia em 25 caldeiras Belleville que alimentavam dois motores verticais de tripla-expansão com quatro cilindros, cada um girando uma hélice. A potência indicada era de 17,8 mil cavalos-vapor (13,1 mil quilowatts) para uma velocidade máxima de 18,5 nós (34,3 quilômetros por hora). Podia carregar no máximo 1,5 mil toneladas de carvão, o que proporcionava uma autonomia de 2,4 mil milhas náuticas (4,4 mil quilômetros) a doze nós (22 quilômetros por hora).
O armamento principal consistia em quatro canhões Padrão 1895 de 305 milímetros montados em duas torres de artilharia duplas, uma à vante e outra à ré da superestrutura. A bateria secundária tinha catorze canhões Padrão 1905 de 203 milímetros em quatro torres de artilharia duplas nos cantos da superestrutura e seis em casamatas na superestrutura. A bateria terciária era composta por doze canhões de 120 milímetros instalados em casamatas acima das armas de 203 milímetros. Havia também dois tubos de torpedo submersos de 450 milímetros, um em cada lateral. O cinturão principal de blindagem tinha entre 102 e 216 milímetros de espessura, com uma camada superior de oitenta a 127 milímetros. As torres de artilharia principais tinham uma proteção de 203 milímetros, já as casamatas de 79 a 127 milímetros. O convés tinha uma espessura máxima de 38 milímetros, enquanto a torre de comando tinha de 102 a 203 milímetros.

## Carreira
A construção do Andrei Pervozvanny começou em 15 de março de 1904 no Novo Estaleiro do Almirantado em São Petersburgo, porém seu batimento de quilha oficial foi apenas em 11 de maio de 1905. Sua construção foi atrasada por problemas trabalhistas decorrentes da Revolução Russa de 1905. O navio foi lançado ao mar em 30 de outubro de 1906 e seus testes marítimos começaram em setembro de 1910, terminando no mês seguinte, mas a embarcação só foi entrar em serviço em 10 de março de 1911. O Andrei Pervozvanny se juntou à Frota do Báltico e visitou Copenhague na Dinamarca em setembro de 1912. Em setembro do ano seguinte visitou Portland no Reino Unido, Cherbourg na França e Stavanger na Noruega junto com seu irmão Imperator Pavel I. Encalhou na ilha de Odensholm no litoral estoniano em 1º de julho de 1914, ainda estando em reparos quando a Primeira Guerra Mundial começou um mês depois. Durante estes reparos o alto de seus mastros de treliça foram cortados e substituídos por mastros de poste mais leves.
O navio pouco fez na guerra pois a estratégia naval russa no Mar Báltico era defensiva com a intenção de evitar um confronto direto com a frota alemã. Redes antitorpedo foram instaladas no início de 1915, enquanto seus torpedos foram removidos em janeiro de 1916. Quatro canhões antiaéreos de 76 milímetros foram instalados no final deste ano. A Revolução Russa começou em Petrogrado em março de 1917 e os tripulantes do couraçado se juntaram no dia 16 ao motim geral da Frota do Báltico, com vários dos oficiais do navio sendo assassinados. O Tratado de Brest-Litovski exigia que os russos evacuassem sua base naval de Helsingfors em março de 1918 ou que seus navios fossem internados pela recém independente Finlândia, mesmo com o Golfo da Finlândia ainda estando congelado. O Andrei Pervozvanny e seu irmão, agora renomeado para Respublika, lideraram o segundo grupo de embarcações que partiu em 5 de abril, chegando em Kronstadt cinco dias depois naquilo que ficou conhecido como a "Viagem de Gelo".
O couraçado permaneceu em serviço após a Revolução de Outubro e teve uma pequena participação na consequente Guerra Civil Russa. Ele e o dreadnought Petropavlovsk bombardearam o Forte Krasnaia Gorka entre 13 e 15 de junho de 1919 pois a guarnição local tinha se revoltado contra os bolcheviques. O navio disparou ao todo 170 projéteis de 305 milímetros e 408 projéteis de 203 milímetros. A guarnição se rendeu no dia 17 após receberem uma garantia de clemência, mas acabaram sendo metralhados logo em seguida. O Andrei Pervozvanny foi torpedeado por uma lancha da Marinha Real Britânica na noite de 17 para 18 de agosto enquanto estava ancorado em Kronstadt. Foi atingido na proa a bombordo e afundou sessenta centímetros. Os britânicos reivindicaram três acertos de torpedo, mas na verdade dois atingiram a parede do porto atrás do couraçado. O navio foi reflutuado, mas nunca consertado totalmente. Foi atingido por uma pequena bomba durante um ataque aéreo britânico em 3 de setembro enquanto ainda estava sob reparos. Começou a ser desmontado em 15 de dezembro de 1923, mas só foi ser removido do registro naval em 21 de novembro de 1925.